# Diboruro di titanio
Il diboruro di titanio (TiB2) è una ceramica estremamente dura che possiede un'eccellente conduttività termica, stabilità all'ossidazione e resistenza all'usura. Il diboruro di titanio è anche un discreto conduttore elettrico, quindi può essere utilizzato come materiale catodico nella fusione dell'alluminio e può essere modellato mediante elettroerosione.

## Proprietà fisiche
Il diboruro di titanio condivide alcune proprietà con il carburo di boro (B4C) e il carburo di titanio (TiC), ma molte delle sue proprietà sono invece superiori a essi:

### Durezza eccezionale a temperature estreme
1. 2° materiale più duro a 3000 °C
2. 3° materiale più duro a 2800 °C
3. 4° materiale più duro a 2100 °C
4. 5° materiale più duro a 1000 °C

### Vantaggi e svantaggi
I vantaggi rispetto ad altri boruri sono un modulo di elasticità più alto, più elevate tenacità alla frattura e resistenza alla compressione e possiede un punto di fusione più elevato (3225 °C). Inoltre possiede elevate conducibilità termica (60-120 W/(m K)) e conduttività elettrica (~105 S/cm).
Gli svantaggi sono la difficoltà da modellare a causa dell'elevata temperatura di fusione e difficoltà da sinterizzare a causa dell'elevato legame covalente.

## Proprietà chimiche
Per quanto riguarda la stabilità chimica, il diboruro di titanio è più stabile a contatto con il ferro puro rispetto al carburo di tungsteno o al nitruro di silicio.
Il diboruro di titanio è resistente all'ossidazione in aria a temperature fino a 1100 °C, e agli acidi cloridrico e fluoridrico, ma reagisce con alcali, acido nitrico e acido solforico.

## Produzione
Il diboruro di titanio non si trova naturalmente nella terra. La polvere di diboruro di titanio può essere preparata con una varietà di metodi ad alta temperatura, come le reazioni dirette del titanio o dei suoi ossidi/idruri, con boro elementare oltre 1000 °C, riduzione carbotermica mediante reazione termite di ossido di titanio e ossido di boro o idrogeno riduzione degli alogenuri di boro in presenza del metallo o dei suoi alogenuri. Tra le varie vie di sintesi, sono state sviluppate sintesi elettrochimiche e reazioni allo stato solido per preparare diboruro di titanio più fine in grandi quantità. Un esempio di reazione allo stato solido è la riduzione borotermica, che può essere illustrata dalle seguenti reazioni:
1. {\displaystyle {\ce {2TiO2\ +\ B4C\ +\ 3C->2TiB2\ +\ 4CO}}}
2. {\displaystyle {\ce {TiO2\ +\ 3NaBH4->TiB2\ +2Na_{(g,l)}\ +\ NaBO2\ +\ 6H2_{(g)}}}}[3]

La prima via di sintesi (1), tuttavia, non può produrre polveri nanometriche. Il diboruro di titanio nanocristallino (5–100 nm) è stato sintetizzato utilizzando la reazione (2) o le seguenti tecniche:
- Reazione in fase di soluzione di boroidruro di sodio (NaBH4) e tetracloruro di titanio (TiCl4), seguita dalla ricottura del precursore amorfo ottenuto a 900-1100 °C[4].
- Alligazione meccanica di una miscela di polveri elementari di titanio e boro[5].
- Processo di sintesi ad alta temperatura autopropagante che comporta l'aggiunta di quantità variabili di cloruro di sodio (NaCl)[6].
- Sintesi ad alta temperatura autopropagante (MA-SHS) con fresatura assistita[7].
- Reazione solvotermica in benzene di sodio metallico con polvere di boro amorfo e tetracloruro di titanio a 400 °C:[8]

{\displaystyle {\ce {TiCl4 \ + \ 2B \ + \ 4 Na -> TiB2 \ + \ 4NaCl}}}
Molte applicazioni del diboruro di titanio sono inibite da fattori economici, in particolare i costi di densificazione di un materiale ad alto punto di fusione; il punto di fusione infatti è di circa 2970 °C e, grazie a uno strato di biossido di titanio (TiO2) che si forma sulla superficie delle particelle della polvere, è molto resistente alla sinterizzazione. La miscela di circa il 10% di nitruro di silicio (Si3N4) facilita la sinterizzazione, sebbene sia stata dimostrata anche la sinterizzazione senza nitruro di silicio.
Film sottili di diboruro di titanio possono essere prodotti con diverse tecniche. La galvanostegia degli strati di diboruro di titanio possiede due vantaggi principali rispetto alla deposizione fisica da vapore o chimica da vapore: la velocità di crescita dello strato è 200 volte superiore (fino a 5 µm/s) e gli inconvenienti della copertura di prodotti di forma complessa sono drasticamente ridotti.

## Potenziali applicazioni
L'uso attuale del diboruro di titanio sembra essere limitato ad applicazioni specializzate in aree quali armature resistenti agli urti, utensili da taglio, crogioli, assorbitori di neutroni e rivestimenti resistenti all'usura.
È un materiale interessante per l'industria dell'alluminio come inoculante per affinare la granulometria durante la fusione di leghe di alluminio, a causa della sua bagnabilità e della bassa solubilità nell'alluminio fuso e della buona conduttività elettrica.
I film sottili di diboruro di titanio possono essere utilizzati per fornire resistenza all'usura e alla corrosione su un substrato economico e/o duro.